# Гигантска японска копринена пеперуда
Гигантската японска копринена пеперуда (Caligula japonica, на японски: Кусусан (クスサン (楠蚕))) е вид молец от семейство Сатурниди, който обитава Източна Азия - Китай, Корея, Япония и Русия. Ларвите на този вид молец се хранят с листата на 38 дървесни и растителни вида, в това число - Гинко билоба, Трепетлика, Върба, Бук, Дъб, Орех, Бреза, Абанос, Круша, Смрадлика. Възрастните молци от този вид нямат способността да мигрират на големи разстояния, поради което появата им на нови места най-често е свързана с пренасянето им от човека чрез семената на растенията, с които се хранят. Видът е един от най-опасните вредители по икономически и медицински ценните дървесни видове в регионите, които обитава, поради което популациите на гигантската японска копринена пеперуда са обект на специално наблюдение и контрол в Китай. В последните години високият брой на популациите на японската копринена пеперуда в някои региони на Китай причинява истински катастрофи – само през 2006 г. гигантската японска копринена пеперуда унищожава 140 хиляди орехови дървета в китайската провинция Гансу, причинявайки загуби от 150 млн. юана.
Гиганстката японска копринена пеперуда е ценен вид за копринената индустрия. Ларвите на този молец образуват големи, овални, кафяви, мрежоподобни пашкули. Коприната, която се произвежда от тези пашкули, притежава по-високи флуорисцентни качества от обикновената коприна, поради което цената ѝ е десет пъти по-висока.

## Подвидове
- Caligula japonica japonica
- Caligula japonica arisana
- Caligula japonica ryukyuensis